# گارسینو (تگزاس)
گارسینو (به انگلیسی: Garceno) یک منطقهٔ مسکونی در ایالات متحده آمریکا است که در شهرستان استار، تگزاس واقع شده‌است. گارسینو ۴۲۰ نفر جمعیت دارد و ۵۹ متر بالاتر از سطح دریا واقع شده‌است.